# Decazeville
 Decazeville  (en occitano La Sala) es una población y comuna francesa, situada en la región de Mediodía-Pirineos, departamento de Aveyron, en el distrito de Villefranche-de-Rouergue y cantón de Decazeville.

## Demografía
| 11 855 | 10 532 | 10 231 | 8804 | 7754 | 6805 |
| Para los censos de 1962 a 1999 la población legal corresponde a la población sin duplicidades (Fuente: INSEE [Consultar]) |        |        |      |      |      |

## Hermanamientos
- Utrillas, España.[3]